# Gilbert Chapron
Gilbert Lucien Chapron (ur. 7 października 1933 w Blois, zm. 5 września 2016 tamże) – francuski bokser, brązowy medalista olimpijski w wadze średniej (Melbourne 1956). 